# Methanopyrus
Methanopyrus es un microorganismo metanógeno del dominio Archaea y es el único género de la clase Methanopyri. Comprende una única especie descrita, M. kandleri. Es un hipertermófilo descubierto en las paredes de una fuente hidrotermal en el golfo de California a una profundidad de 2000 m y a temperaturas de 84-110 °C, llegando a alcanzar el récord de supervivencia a más alta temperatura, 122 °C. Vive en un ambiente rico en hidrógeno y dióxido de carbono, y, como otros metanógenos, reduce estos compuestos a metano. Se clasifica en el filo Methanobacteriota en su propia clase.
Fue llamada inicialmente cepa 116, fue descubierta en el fluido de la fumarola negra del campo hidrotermal Kairei; puede crecer cómodamente a temperaturas de 98 °C y puede sobrevivir en temperaturas tan altas como 110 °C

### Revistas científicas
- Kurr M, R Huber, Konig H, Jannasch HW, Fricke H, Trincone A, Kristjansson JK, KO Stetter (1991). «Methanopyrus kandleri, gen. y sp. nov. representa un nuevo grupo de metanógenos hyperthermophilic, creciendo a 110 ° C». Arco. Microbiol. (4 edición) 156: 239-247. doi:10.1007/BF00262992.
- Slesarev, Alexei & Mezhevaya, Katja & Makarova, Kira & Polushin, Nikolai & Shcherbinina, Olga & Shakhova, Vera & Belova, Galina & Aravind, L & Natale, Darren & Rogozin, Igor & Tatusov, Roman & Wolf, Yuri & Stetter, Karl & Malykh, Andrei & Koonin, Eugene & Kozyavkin, Sergei. (2002). The complete genome of hyperthermophile Methanopyrus kandleri AV19 and monophyly of archaeal methanogens. Proceedings of the National Academy of Sciences of the United States of America. 99. 4644-9. 10.1073/pnas.032671499.

### Libros científicos
- Huber R, KO Stetter, libros científicos (2001). «Familia I. Methanopyralceae fam. noviembre».  En DR Boone y RW Castenholz, eds., ed. Manual de Bacteriología Sistemática de Bergey Volumen 1: El Archaea y profundamente ramificación y bacterias fototróficas (2 edición). New York: Springer Verlag. p. 169. ISBN 978-0-387-98771-2.